# Lou Banach
Lou Banach, född 6 februari 1960 i Sussex County, New Jersey, är en amerikansk brottare som tog OS-guld i tungviktsbrottning i fristilsklassen 1984 i Los Angeles. Hans tvillingbror Ed Banasch tog OS-guld i lätt tungviktsbrottning i fristilsklassen samma år.